# Estadio SRC Bonifika
El Estadio ŠRC Bonifika (Športno Rekreativni Centre Bonifika) es un estadio de fútbol ubicado en la ciudad portuaria de Koper, Eslovenia. Fue inaugurado en 1947 y cuenta con capacidad máxima de 4500 asientos. El recinto es utilizado por el club NK Koper de la Primera Liga de Eslovenia.
El estadio fue inaugurado en 1947 y forma parte del complejo deportivo municipal. Además del estadio hay una instalación de atletismo, una sala de deportes, piscina cubierta, canchas de tenis, voleibol y baloncesto y un parque de patinaje. En 1996 tuvo lugar una importante remodelación: se aumentó la capacidad de 3.557 a 4500 asientos. Una amplia renovación del estadio tuvo lugar en 2010, el recinto deportivo fue adaptado a los requisitos de la UEFA.
El 28 de febrero de 2001 la Selección de fútbol de Eslovenia disputó su primer partido internacional en este estadio, el rival fue la Selección de Uruguay que venció 2 a 0 al cuadro local.
En 2021 será una de las cuatro sedes de Eslovenia en la Eurocopa Sub-21 de 2021, en la que comparte la organización con Hungría.